# Reggenza di Sarmi
La reggenza di Sarmi (in indonesiano: Kabupaten Sarmi) è una reggenza dell'Indonesia, situata nella provincia di Papua.